# Distretto di Rolle

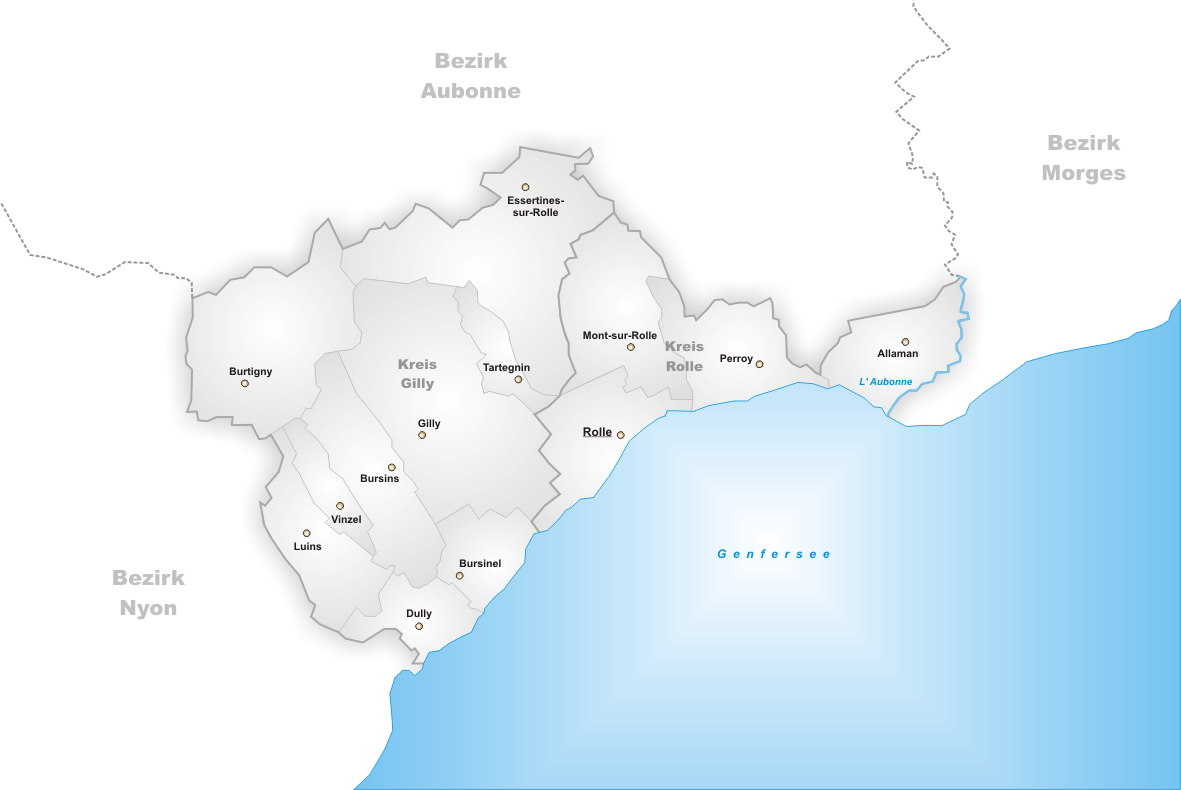
Comuni del distretto di Rolle

Il distretto di Rolle è stato un distretto del Canton Vaud, in Svizzera. Confinava con i distretti di Nyon a ovest, di Aubonne a nord, di Morges a est e con la Francia (dipartimento dell'Alta Savoia nel Rodano-Alpi) a sud. Il capoluogo era Rolle. Comprendeva una parte del lago di Ginevra.
In seguito alla riforma territoriale entrata in vigore nel 2008 il distretto è stato soppresso e i suoi comuni sono entrati a far parte del distretto di Nyon, tranne Allaman che si è unito al distretto di Morges.
Amministrativamente era diviso in 2 circoli e 13 comuni:

## Gilly
- Bursinel
- Bursins
- Burtigny
- Dully
- Essertines-sur-Rolle
- Gilly
- Luins
- Tartegnin
- Vinzel

## Rolle
- Allaman
- Mont-sur-Rolle
- Perroy
- Rolle

## Fusioni
- 1830: Bursins, Le Vernay, Luins → Bursins, Luins